# Trichomycterus alternatus
Trichomycterus alternatus es una especie de peces de la familia Trichomycteridae en el orden de los Siluriformes.

## Morfología
• Los machos pueden llegar alcanzar los 8,1 cm de longitud total.

## Distribución geográfica
Se encuentran en las cuencas de los ríos costeros de Río de Janeiro y Espírito Santo (Brasil ).